# Frédéric Marmillod
Frédéric Marmillod (* 23. Dezember 1909 in Naters; † 27. September 1978 an der Dent d’Hérens) war ein Schweizer Chemiker, Bergsteiger und Pionier des Andinismus.

## Leben
Frédéric Marmillod kam 1909 in Naters als Sohn des Obersten und Buchhalters Frédéric und der Mutter Jeanne Rossi zur Welt. Er wuchs in Lausanne auf, studierte Chemieingenieurwesen und promovierte 1934 an der Universität Lausanne.
1934 heiratete er Dora Eisenhut, genannt Dorly. Das Paar hatte vier Töchter. Zwischen 1938 und 1960 war er für die Firma Sandoz in verschiedenen Ländern Südamerikas und in Mexico tätig. Während diesen Jahren unternahm er eine grosse Zahl von Bergbesteigungen und Erstbesteigungen in den Anden und wurde zu einem der führenden Andinisten seiner Zeit. 
Meist begleitete ihn seine Frau Dorly, die viele erste Frauenbesteigungen ausführte. Sie gilt als eine der Pionierinnen des Frauenbergsteigens in den Anden.
1948 nahm Marmillod an der Schweizerischen Peru-Expedition des Akademischen Alpen-Clubs Zürich teil. Dabei gelangen ihm einige Erstbesteigungen, darunter der Nevado de Santa Cruz.
Nach der Rückkehr in die Schweiz 1960 unternahmen Frédéric und Dorly viele Bergtouren in den Alpen. Bei einer Besteigung der Dent d’Hérens fanden sie den Tod durch Erfrieren.

## Bedeutende Besteigungen (Auswahl)
- 1938, 27. Dezember Nevado Juncal (6110 m), (Chile). Mit Dorly. Erste Frauenbesteigung.
- 1939, 11. April Cerro Alto de los Leones (5445 m), (Chile). Mit Dorly und Carlos Piderit, Erstbesteigung.
- 1941, 9. März Frailes de Actopan (3000 m), (Mexico). Mit Dorly, Zweitbesteigung, erste Frauenbesteigung.
- 1943, 3. März Pico Cristóbal Colón (5775 m), (Kolumbien). Mit Dorly, erste Frauenbesteigung.
- 1943, 3. März Pico Simón Bolívar (5775 m), (Kolumbien). Mit Dorly, Erstüberquerung vom Pico Cristóbal Colón.
- 1943, April Nevado del Tolima (5215 m), (Kolumbien). Mit Dorly, erste Frauenbesteigung.
- 1943, 31. Dezember Pico del Castillo (5123 m), (Kolumbien). Mit Erwin Kraus, Erstbesteigung.
- 1944, 9. Juli Nevado Rajuntai (5477 m), (Peru). Mit Dorly, Erstbesteigung.
- 1945, 14. August Nevado Milluacocha (5480 m), (Peru). Mit Dorly, Erstbesteigung.
- 1948, 13. März Cerro Cuerno (5462 m), (Argentinien). Mit Dorly, erste Frauenbesteigung.
- 1948, 20. Juli Nevado de Santa Cruz (6241 m), (Peru). Mit Ali de Szepessy.
- 1953, 23. Januar Aconcagua, Südgipfel (6930 m), (Argentinien). Mit Dorly, Francisco Ibanez und Fernando Grajales, neue Route Westflanke, Erstbegehung.